# Альбрехт VII Австрийский
Альбрехт VII Австрийский (нем. Albrecht VII. von Österreich; 15 ноября 1559, Винер-Нойштадт — 13 июля 1621, Брюссель) — штатгальтер испанских Нидерландов с 1595 года и с 1598 года соправитель испанских провинций Нидерландов вместе со своей супругой Изабеллой Кларой Евгенией, дочерью Филиппа II, на которой он женился 18 апреля 1599 года.

## Биография

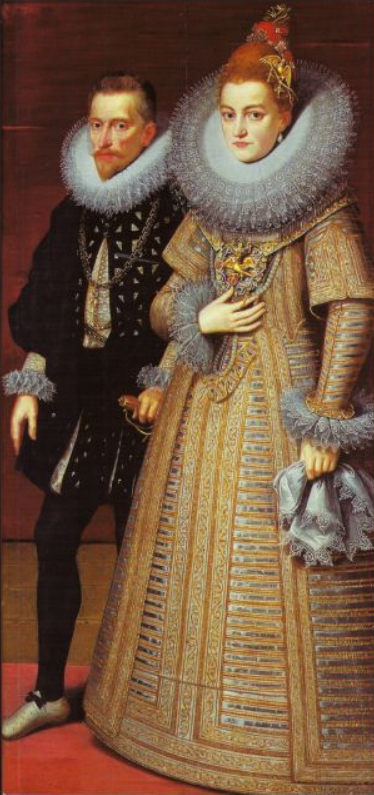
Отто ван Веен. Портрет эрцгерцога Альбрехта VII с супругой Изабеллой Кларой Евгенией

Альбрехт был пятым сыном императора Священной Римской империи Максимилиана II. Он был отправлен к испанскому двору в возрасте 11 лет, где его дядя, король Испании Филипп II, руководил его образованием.
Альбрехту прочили церковную карьеру. В 1577 году в возрасте 18 лет он был произведён в кардиналы-дьяконы. Филипп II планировал назначить его архиепископом Толедо, но действующий архиепископ Гаспар де Кирога прожил дольше ожидаемого. В это время Альбрехт занимал второстепенные посты.
После присоединения Португалии Альбрехт стал в 1583 году вторым вице-королём этой страны и всех её заморских владений. Он был также назначен папским легатом и великим инквизитором Португалии. В качестве вице-короля он принимал участие в снаряжении Непобедимой армады в 1588 году и отбил атаку англичан на Лиссабон в 1589 году. 
В 1593 году он был отозван Филиппом II к испанскому двору, в Мадрид, чтобы помочь Филиппу в ведении испанских государственных дел.
После смерти эрцгерцога Эрнста в 1595 году, Альбрехт был направлен в Брюссель, чтобы принять дела своего умершего брата. Он прибыл в Брюссель 11 февраля 1596 года. Его первой задачей было восстановление военного господства Испании в Нижних странах. Испания столкнулась с объединенными силами Голландской республики, Англии и Франции и терпела удар за ударом начиная с 1590 года.
2 июля 1600 года Альбрехт потерпел поражение в бою от штатгальтера Северных Нидерландов Морица Оранского.
Альбрехт VII — известный меценат, покровительствовал художникам золотого века голландской живописи, в частности Питеру Паулю Рубенсу и Яну Брейгелю Старшему. При его дворе в Брюсселе служил крупный английский композитор Питер Филипс.